# Grottaferrata
Grottaferrata és una ciutat de 20.492 habitants en la ciutat metropolitana de Roma Capital, en la zona dels turons Albaneses, que forma part dels Castelli Romani. La localitat és coneguda sobretot per seva abadia.
Abadia de monjos basilians, que probablement ocupa el mateix lloc de la quinta de Túsculum de Ciceró. Fundada el 1004 per l'abat san Nil, o Nil el jove, monjo italogrec. Fins al 1131 l'abadia florí notablement, però en aquesta any el rei Roger de Sicília, aliat amb els gibel·lins, devastà el monestir i els seus voltants i en anys posteriors els monjos hagueren de refugiar-se a Montecassino. A mitjan segle xiii Frederic II feu de Grottaferrata el seu quarter general de durant el setge de Roma.
El 1462 començaren a governar a Grottaferrata els abats comendataris, que tots foren cardenals. fins al 1608 la comunitat fou governada per priors, però en aquest any Grottaferrata fou unida per Gregori XIII a la Congregació de monjos basilians. El 1901 es posaren en vigor les noves constitucions i l'abat Arseni Peregrini vingué a continuar la sèrie dels abats perpetus interrompuda des de 1462. El ritu grec introduït per sant Nil fou a poc a poc llatinitzant-se, però el 1881 Lleó XIII el tornà al seu primitiu estat.
L'abadia ha estat sempre una escola on s'ha cultivat la literatura grega. Entre els personatges més erudits mereixen especial memòria en els últims temps l'abat Cozza Luzi (mort el 1905), continuador de la Nova biblioteca Patrum, del cardenal Mai. El monestir restà exempt de la jurisdicció episcopal des de Calixte II, Benet XIV confirmà aquesta exempció elevant-lo a la dignitat d'Abadia Nullius.
El monestir és monument nacional des de 1874 i basilical la seva església des de 1903. Els monjos d'aquesta abadia publiquen des de fa anys una revista de gran vàlua: Roma e l'Oriente. A més, van publicant una col·lecció d'estudis d'Orient.

## Evolució demogràfica de Grottaferrata
| 1871  | 1901  | 1921  | 1951  | 1971   | 1991   | 2001   | 2007   |
| ----- | ----- | ----- | ----- | ------ | ------ | ------ | ------ |
| 1.241 | 2.233 | 3.514 | 6.701 | 11.361 | 16.234 | 17.663 | 20.492 |

Font: ISTAT